# Michel Camilo
Michel Camilo (4 april 1954 i Santo Domingo Den Dominikanske Republik) er en dominikansk pianist og percussionist.
Camilo Som kom til New York i 1979, kom for alvor frem i 1985 med sine egne grupper. Han er en virtuos pianist, med speciale i latinjazz. Studerede oprindeligt percussion, men skiftede til klaveret.
Han har primært ledet egne ensembler fra trioer til bigband. 
Han har spillet med bl.a. Anthony Jackson, Dave Weckl, Michael Brecker, Randy Brecker, George Benson, Paquito D´Rivera, Arturo Sandoval, Lew Soloff, Niels Henning Ørsted Pedersen, Wynton Marsalis, Horacio Hernandez, Mongo Santamaria, Jaco Pastorius etc. 
Camilo der også spiller klassisk klaver, har lavet solo koncerter, og koncerter med symfoniorkestre, og har primært indspillet en lang stribe plader i eget navn.

## Diskografi
- Suntan
- In Trio
- Michel Camilo
- On Fire
- On The Other Hand
- Rendezvous
- One More Once
- Thru My Eyes
- Spain
- Piano Concerto Suite & Caribe
- Triangulo
- Live At The Blue Note
- Solo
- Rhapsody In Blue
- Spain Again
- Spirit Of The Moment
- Caribe
- Mano A Mano